# 8-я гвардейская бомбардировочная авиационная дивизия
8-я гвардейская бомбардировочная авиационная Черкасская Краснознамённая ордена Суворова дивизия (8-я гв. бад) — авиационное соединение Военно-Воздушных сил (ВВС) Вооружённых Сил РККА бомбардировочной авиации, принимавшее участие в боевых действиях Великой Отечественной войны.

## История наименований дивизии
- 293-я бомбардировочная авиационная дивизия;
- 293-я бомбардировочная авиационная Черкасская дивизия;
- 8-я гвардейская бомбардировочная авиационная Черкасская дивизия;
- 8-я гвардейская бомбардировочная авиационная Черкасская Краснознаменная дивизия;
- 8-я гвардейская бомбардировочная авиационная Черкасская Краснознаменная ордена Суворова дивизия;
- 177-я гвардейская бомбардировочная авиационная Черкасская Краснознаменная ордена Суворова дивизия;
- Полевая почта 53974.

## История и боевой путь дивизии
8-я гвардейская бомбардировочная авиационная дивизия преобразована из 293-й бомбардировочной авиационной дивизии приказом НКО СССР № 017 от 5 февраля 1944 года за организованность и хорошую боевую работу, за доблесть и мужество, проявленные воинами дивизии в борьбе с немецкими захватчиками.
Дивизия в составе 2-го гвардейского бомбардировочного авиационного корпуса) с 5 февраля 1944 года до начала июля 1944 года участвовала во всех операциях 2-го Украинского фронта (Пятихатская, Знаменская, Кировоградская, Корсунь-Шевченковская и Уманско-Ботошанская операции). 8-я гвардейская бомбардировочная авиационная дивизия участвовала в освобождении Александрии, Знаменки, Кировограда, Звенигородки, Корсунь-Шевченковского и Умани.
6 июля 1944 года 2-й гвардейский бомбардировочный авиационный корпус (26 декабря 1944 года переименован в 6-й гвардейский бомбардировочный авиационный корпус) был переброшен на 1-й Украинский фронт и включён в состав 2-й воздушной армии. С 14 июля 1944 года подразделения корпуса участвовали в Львовско-Сандомирской операции. Указом Президиума Верховного Совета СССР от 9 августа 1944 года за образцовое выполнение заданий командования в боях с немецкими захватчиками при прорыве обороны немцев на Львовском направлении, проявленные при этом доблесть и мужество награждена Орденом Красного Знамени..
А в августе 1944 года дивизия участвовала в Ясско-Кишинёвской операции, в ходе которой оказывали содействие войскам 2-го Украинского фронта при освобождении города Яссы. В январе — марте 1945 года корпус поддерживал действия 1-го Украинского фронта фронта в ходе Сандомирско-Силезской, Нижне-Силезской и Верхне-Силезской операций. В его составе 8-я гвардейская бомбардировочная авиационная дивизия принимала участие в освобождении южных районов Польши, Силезского промышленного района, ликвидации окружённых группировок противника под Оппельном и в Бреслау, обеспечивала форсирование наземными частями реки Одер.
На завершающем этапе войны дивизия участвовала в Берлинской операции и штурме Берлина. Боевой путь дивизии завершился 11 мая в небе Чехословакии в ходе Пражской операции.

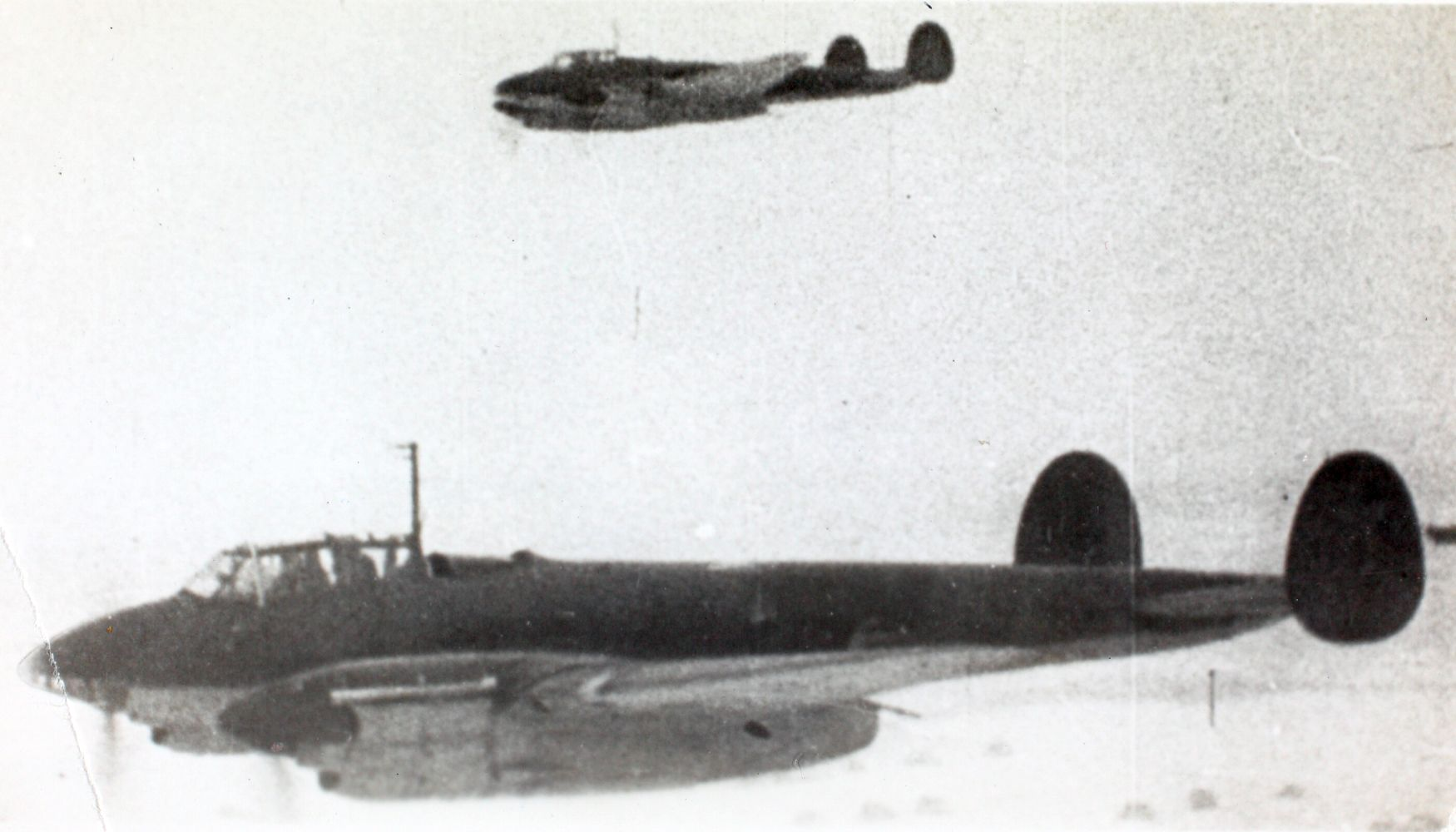
Пе-2 в полёте

### Участие в операциях и битвах
- Днепровско-Карпатская операция:
  - Корсунь-Шевченковская операция с 5 февраля 1944 года по 17 февраля 1944 года.
  - Уманско-Ботошанская операция с 5 марта 1944 года по 17 апреля 1944 года.
- Львовско-Сандомирская операция с 13 июля 1944 года по 3 августа 1944 года.
- Восточно-Карпатская операция:
  - Карпатско-Дуклинская операция (Карпатско-Ужгородская операция) с 8 сентября 1944 года по 28 октября 1944 года.
- Висло-Одерская операция
  - Сандомирско-Силезская операция — с 12 января 1945 года по 3 февраля 1945 года.
- Нижне-Силезская операция — с 8 февраля 1945 года по 24 февраля 1945 года.
- Верхне-Силезская операция — с 15 марта 1945 года по 31 марта 1945 года.
- Берлинская операция — с 16 апреля 1945 года по 8 мая 1945 года.
- Пражская операция — с 6 мая 1945 года по 11 мая 1945 года.

### В действующей армии
В составе действующей армии дивизия находилась:
- с 5 февраля 1944 года по 11 мая 1945 года[2].

### Командир дивизии
| Звание    | Имя                       | Период                  | Примечание |
| --------- | ------------------------- | ----------------------- | ---------- |
| Полковник | Грибакин Гурий Васильевич | 05.02.1944 — 01.02.1947 |            |

### В составе объединений
| Дата          | Фронт (округ)            | Армия                             | Корпус                                               | Примечания     |
| ------------- | ------------------------ | --------------------------------- | ---------------------------------------------------- | -------------- |
| 05.02.1944 г. | 2-й Украинский фронт     | 5-я воздушная армия               | 2-й гвардейский бомбардировочный авиационный корпус  | -              |
| 06.07.1944 г. | 1-й Украинский фронт     | 2-я воздушная армия               | 2-й гвардейский бомбардировочный авиационный корпус  | -              |
| 16.07.1944 г. | 1-й Украинский фронт     | 8-я воздушная армия               | 2-й гвардейский бомбардировочный авиационный корпус  | -              |
| 30.07.1944 г. | 1-й Украинский фронт     | 2-я воздушная армия               | 2-й гвардейский бомбардировочный авиационный корпус  | -              |
| 26.12.1944 г. | 1-й Украинский фронт     | 2-я воздушная армия               | 6-й гвардейский бомбардировочный авиационный корпус  | -              |
| 11.05.1945 г. | 1-й Украинский фронт     | 2-я воздушная армия               | 6-й гвардейский бомбардировочный авиационный корпус  | -              |
| 10.06.1945 г. | Центральная группа войск | 2-я воздушная армия               | 6-й гвардейский бомбардировочный авиационный корпус  | -              |
| 20.02.1949 г. | Центральная группа войск | 59-я воздушная армия              | 44-й гвардейский бомбардировочный авиационный корпус | -              |
| 01.07.1953 г. | Центральная группа войск | 59-я воздушная армия              |                                                      | -              |
| 01.09.1955 г. | Особый корпус            | Авиационный отдел Особого корпуса |                                                      | -              |
| 24.11.1956 г. | Южная группа войск       | ВВС Южной группы войск            |                                                      | -              |
| 01.08.1960 г. | Южная группа войск       | ВВС Южной группы войск            |                                                      | расформирована |

### В действующей армии
В составе действующей армии полк находился с 5 февраля 1944 года по 11 мая 1945 года.

### Послевоенный период
После войны дивизия базировалась на аэродромах Германии, Австрии и Венгрии в составе 6-го гвардейского бомбардировочного авиационного корпуса 2-й воздушной армии вновь образованной Центральной группы войск.
Директивой Генерального Штаба от 10 января 1949 года 8-я гвардейская бомбардировочная авиационная дивизия переименована в 177-ю гвардейскую бомбардировочную авиационную дивизию, корпус переименован в 44-й гвардейский бомбардировочный авиационный корпус, а воздушная армия — в 59-ю воздушную армию. Все полки дивизии также получили новые наименования.
В 1952 году все полки дивизии были переучены на новую авиационную технику — Ил-28. В июле 1953 года дивизия была выведена из расформированного в Центральной группы войск 44-го гвардейского бомбардировочного авиационного корпуса в прямое подчинение 59-й воздушной армии.
В сентябре 1955 года в связи с упразднением Центральной группы войск и расформированием 59-й воздушной армии дивизия в полном составе вошла во вновь сформированный на базе Центральной группы войск и 59-й воздушной армии Особый корпус.
В 1956 году после восстания в Венгрии дивизия принимала участие в Операции «Вихрь». За время операции дивизия потеряла один самолёт Ил-28 с экипажем. 7 ноября 1956 года гвардии капитан Бобровский А. А., командир авиационной эскадрильи 880-го гвардейского Вислинского Краснознамённого бомбардировочного авиационного полка 177-й гвардейской бомбардировочной авиационной дивизии Особого корпуса, в качестве командира экипажа бомбардировщика Ил-28 (штурман — гвардии капитан Кармишин Дмитрий Дмитриевич, радист — гвардии старший лейтенант Ярцев Владимир Егорович) выполнял боевое задание командования — аэрофотосъёмку военных заводов. Умело и чётко выполнив поставленную задачу, и передав ценные разведывательные данные в штаб, советские лётчики при возвращении на свой аэродром подверглись зенитному обстрелу в районе острова Чепель. Самолёт был сбит. Экипаж погиб, до конца исполнив воинский и интернациональный долг. Все члены экипажами представлены к званию Героя Советского Союза.
После событий в Венгрии в октябре-ноябре 1956 года руководством СССР было принято решение о создании новой военной группировки на территории Венгрии, которая сформирована на основе частей и соединений Особого корпуса и соединений, введенных в Венгрию по плану операции «Вихрь». Дивизия вошла в состав ВВС Южной группы войск с 24 ноября 1956 года.
В связи с реорганизацией Вооруженных сил была 177-я гвардейская бомбардировочная авиационная дивизия была расформирована в составе ВВС Южной группы войск в соответствии с Законом Верховного Совета СССР «О новом значительном сокращении ВС СССР» от 15.01.1960 г.

## Части и отдельные подразделения дивизии
За весь период своего существования боевой состав дивизии претерпевал изменения:
| Период                     | Наименование                                        | Вооружение |
| -------------------------- | --------------------------------------------------- | --- |
| 05.02.1944 — 20.02.1949 г. | 160-й гвардейский бомбардировочный авиационный полк | Пе-2, переименован в 674-й гв. бап |
| 05.02.1944 — 20.02.1949 г. | 161-й гвардейский бомбардировочный авиационный полк | Пе-2, переименован в 727-й гв. бап |
| 05.02.1944 — 20.02.1949 г. | 162-й гвардейский бомбардировочный авиационный полк | Пе-2, переименован в 880-й гв. бап |
| 20.02.1949 — 01.08.1960 г. | 674-й гвардейский бомбардировочный авиационный полк | Пе-2, Ил-28, расформирован |
| 20.02.1949 — 01.08.1960 г. | 727-й гвардейский бомбардировочный авиационный полк | Пе-2, Ил-28, передан в состав ВВС ЮГВ |
| 20.02.1949 — 01.08.1960 г. | 880-й гвардейский бомбардировочный авиационный полк | Пе-2, Ил-28, расформирован, на базе полка создана 97-я отдельная гвардейская разведывательная авиационная Висленская орденов Суворова и Богдана Хмельницкого эскадрилья, в сентябре 1977 года развернута в 328-й отдельный гвардейский разведывательный авиационный Висленский орденов Суворова и Богдана Хмельницкого полк |

### Боевой состав на 9 мая 1945 года
| Наименование                                        | Вооружение |
| --------------------------------------------------- | ---------- |
| 160-й гвардейский бомбардировочный авиационный полк | Пе-2       |
| 161-й гвардейский бомбардировочный авиационный полк | Пе-2       |
| 162-й гвардейский бомбардировочный авиационный полк | Пе-2       |

## Почётные наименования
На основании Приказа № 167 Верховного Главнокомандующего от 18 августа 1944 года за овладение городом Сандомир и за овладение сандомирским плацдармом:
- 160-му гвардейскому бомбардировочному авиационному полку приказом народного комиссара обороны СССР № 0295 от 1 сентября 1944 года присвоено почетное наименование «Висленский».
- 162-му гвардейскому бомбардировочному авиационному полку приказом народного комиссара обороны СССР № 0295 от 1 сентября 1944 года присвоено почетное наименование «Висленский».

## Награды
- 8-я гвардейская бомбардировочная авиационная Черкасская дивизия Указом Президиума Верховного Совета СССР награждена орденом «Боевого Красного Знамени».
- 8-я гвардейская бомбардировочная авиационная Черкасская Краснознаменная дивизия Указом Президиума Верховного Совета СССР награждена орденом «Суворова II степени»[7].
- 160-й гвардейский бомбардировочный авиационный полк 4 июня 1945 года Указом Президиума Верховного Совета СССР награждён орденом «Боевого Красного Знамени»[7].
- 160-й гвардейский бомбардировочный авиационный полк Указом Президиума Верховного Совета СССР награждён орденом «Богдана Хмельницкого III степени»[7].
- 161-й гвардейский Черкасский бомбардировочный авиационный полк Указом Президиума Верховного Совета СССР от 26 апреля 1945 года награждён орденом «Богдана Хмельницкого III степени»[7].
- 162-й гвардейский Висленский бомбардировочный авиационный полк Указом Президиума Верховного Совета СССР от 26 апреля 1945 года награждён орденом «Богдана Хмельницкого III степени»[7].
- 162-й гвардейский Висленский бомбардировочный авиационный полк Указом Президиума Верховного Совета СССР награждён орденом «Суворова III степени»[7].

## Благодарности Верховного Главнокомандующего
Воинам дивизии объявлены благодарности Верховного Главнокомандующего:
- За овладение в Домбровском угольном районе городами Катовице, Семяновиц, Крулевска Гута (Кенигсхютте), Миколув (Николаи) и в Силезии городом Беутен[8].
- За разгром окруженной группировки противника юго-западнее Оппельна и овладении в Силезии городами Нойштадт, Козель, Штейнау, Зюльц, Краппитц, Обер-Глогау, Фалькенберг[9].
- За овладение городом и крепостью Бреславль (Бреслау)[10].

## Отличившиеся воины дивизии

### Награжденные за Великую Отечественную войну
- Данилов Алексей Васильевич, гвардии старший лейтенант, командир звена 161-го гвардейского бомбардировочного авиационного полка 8-й гвардейской бомбардировочной авиационной дивизии 6-го гвардейского бомбардировочного авиационного корпуса 2-й воздушной армии Указом Президиума Верховного Совета СССР от 27 июня 1945 года удостоен звания Героя Советского Союза. Золотая Звезда № 7883.
- Иванов Василий Константинович, гвардии старший лейтенант, заместитель командира эскадрильи 160-го гвардейского бомбардировочного авиационного полка 8-й гвардейской бомбардировочной авиационной дивизии 6-го гвардейского бомбардировочного авиационного корпуса 2-й воздушной армии Указом Президиума Верховного Совета СССР от 27 июня 1945 года удостоен звания Героя Советского Союза. Золотая Звезда № 7894.
- Королев Матвей Григорьевич, гвардии майор, командир эскадрильи 160-го гвардейского бомбардировочного авиационного полка 8-й гвардейской бомбардировочной авиационной дивизии 6-го гвардейского бомбардировочного авиационного корпуса 2-й воздушной армии Указом Президиума Верховного Совета СССР от 27 июня 1945 года удостоен звания Героя Советского Союза. Золотая Звезда № 7878.
- Лукьянец Андрей Никитович, гвардии старший лейтенант, штурман звена 160-го гвардейского бомбардировочного авиационного полка 8-й гвардейской бомбардировочной авиационной дивизии 6-го гвардейского бомбардировочного авиационного корпуса 2-й воздушной армии Указом Президиума Верховного Совета СССР от 27 июня 1945 года удостоен звания Героя Советского Союза Золотая Звезда № 7878.
- Литвинов Фёдор Павлович, гвардии майор, командир эскадрильи 162-го гвардейского бомбардировочного авиационного полка 8-й гвардейской бомбардировочной авиационной дивизии 6-го гвардейского бомбардировочного авиационного корпуса 2-й воздушной армии Указом Президиума Верховного Совета СССР от 27 июня 1945 года удостоен звания Героя Советского Союза. Золотая Звезда № 7632.
- Макаренко Алексей Иосифович, гвардии старший лейтенант, командир звена 160-го гвардейского бомбардировочного авиационного полка 8-й гвардейской бомбардировочной авиационной дивизии 6-го гвардейского бомбардировочного авиационного корпуса 2-й воздушной армии Указом Президиума Верховного Совета СССР от 27 июня 1945 года удостоен звания Героя Советского Союза. Золотая Звезда № 7871.
- Новиков Александр Алексеевич, гвардии подполковник, командир 162-го гвардейского бомбардировочного авиационного полка 8-й гвардейской бомбардировочной авиационной дивизии 6-го гвардейского бомбардировочного авиационного корпуса 2-й воздушной армии Указом Президиума Верховного Совета СССР от 27 июня 1945 года удостоен звания Героя Советского Союза. Золотая Звезда № 7574.
- Решидов Абдраим Измайлович, гвардии майор, заместитель командира 162-го гвардейского бомбардировочного авиационного полка 8-й гвардейской бомбардировочной авиационной дивизии 6-го гвардейского бомбардировочного авиационного корпуса 2-й воздушной армии Указом Президиума Верховного Совета СССР от 27 июня 1945 года удостоен звания Героя Советского Союза. Золотая Звезда № 6039.
- Тагильцев Владимир Михайлович, гвардии старший лейтенант, командир звена 161-го гвардейского бомбардировочного авиационного полка 8-й гвардейской бомбардировочной авиационной дивизии 6-го гвардейского бомбардировочного авиационного корпуса 2-й воздушной армии Указом Президиума Верховного Совета СССР от 27 июня 1945 года удостоен звания Героя Советского Союза. Золотая Звезда № 7679.
- Фищук Василий Максимович, гвардии старший лейтенант, штурман звена 160-го гвардейского бомбардировочного авиационного полка 8-й гвардейской бомбардировочной авиационной дивизии 6-го гвардейского бомбардировочного авиационного корпуса 2-й воздушной армии Указом Президиума Верховного Совета СССР от 27 июня 1945 года удостоен звания Героя Советского Союза. Золотая Звезда № 7872.
- Шандула Владимир Никифорович, гвардии капитан, заместитель командира эскадрильи 162-го гвардейского бомбардировочного авиационного полка 8-й гвардейской бомбардировочной авиационной дивизии 6-го гвардейского бомбардировочного авиационного корпуса 2-й воздушной армии Указом Президиума Верховного Совета СССР от 27 июня 1945 года удостоен звания Герой Советского Союза. Золотая Звезда № 6040.

### Награжденные после Великой Отечественной войны

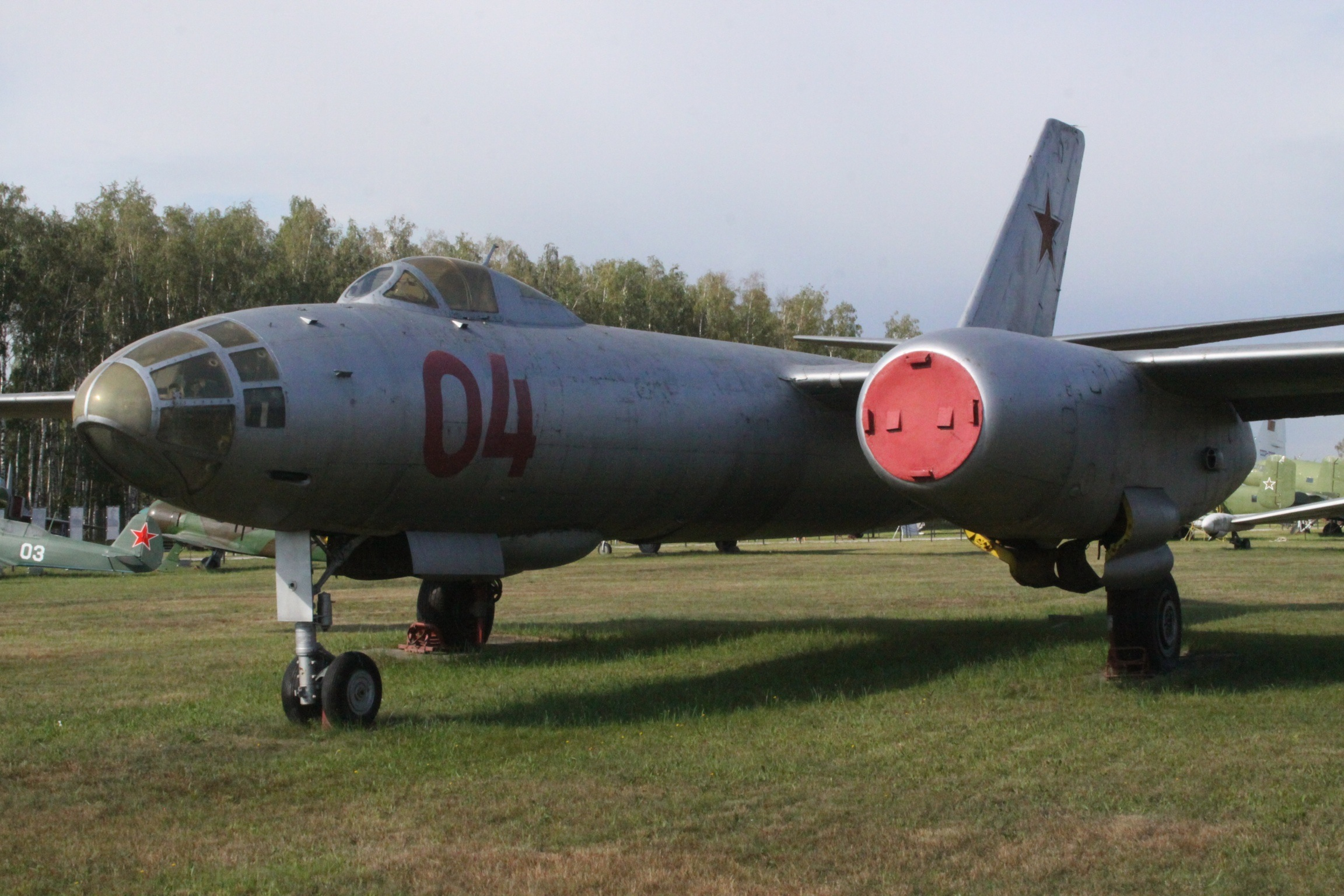
Ил-28. Такие самолёты стояли на вооружении дивизии с 1952 года по 1960 гг.

- Бобровский Александр Андреевич, гвардии капитан, командир авиационной эскадрильи 880-го гвардейского бомбардировочного авиационного Висленского Краснознамённого полка 177-й гвардейской бомбардировочной авиационной дивизии Особого корпуса Указом Президиума Верховного Совета СССР от 18 декабря 1956 года за мужество и отвагу, проявленные при выполнении воинского долга, удостоен звания Героя Советского Союза. Посмертно.
- Кармишин Дмитрий Дмитриевич, гвардии капитан, штурман эскадрильи 880-го гвардейского бомбардировочного авиационного Висленского Краснознамённого полка 177-й гвардейской бомбардировочной авиационной дивизии Особого корпуса Указом Президиума Верховного Совета СССР от 18 декабря 1956 года за мужество и отвагу, проявленные при выполнении воинского долга, удостоен звания Героя Советского Союза. Посмертно.
- Ярцев Владимир Егорович, гвардии старший лейтенант, начальник связи авиационной эскадрильи 880-го гвардейского бомбардировочного авиационного Висленского Краснознамённого полка 177-й гвардейской бомбардировочной авиационной дивизии Особого корпуса Указом Президиума Верховного Совета СССР от 18 декабря 1956 года за мужество и отвагу, проявленные при выполнении воинского долга, удостоен звания Героя Советского Союза. Посмертно.

## Базирование
| Период               | Место базирования                 |
| -------------------- | --------------------------------- |
| 04.1945 — 01.07.1945 | Шпротава, Польша                  |
| 01.07.1945 — 01.1952 | Штрасхоф-ан-дер-Нордбан, Австрия) |
| 01.1952 — 07.1953    | аэродром Вена-Асперн, Австрия)    |
| 07.1953 — 08.1960    | аэродром Дебрецен, Венгрия)       |